# Silkeborg Vandtårn
Silkeborg Vandtårn er et vandtårn beliggende på Amaliegade i Silkeborg. Tårnet er tegnet af Anton Rosen, der stod bag en række bygningsværker i Silkeborg i begyndelsen af det 20. århundrede, til C. Commichaus Fabriker og er i stilarten historicisme. Det blev opført i 1902 og blev fredet i 1986.

## Historie
Efter C. Commichaus i 1883 havde grundlagt sin tekstilfabrik medfulgte en dyr brandforsikring, idet brandslukning var besværlig med det daværende vandtryk. Utilfredsheden over denne omkostning fik Commichaus til at opføre eget vandtårn til fabrikken.

## Arkitektur
Vandtårnets grundform er cirkulær, og vertikalt er det opdelt i tre: Den nederste del af tårnet er enkel i udtrykket udført i hvidkalkede mursten; Ovenpå følger en ottekantet bindingsværksdel adskilt fra den nederste del af korte cementsøjler, hvorimellem en frise med et blomster- og vandmotiv er malet – denne del indeholder vandtanken; tredje del er teglstenstaget. Øverst prydes det af en vindfløj udformet som en hane og årstallet, hvor tårnet blev opført.